# لنگفورد
لنگفورد (به انگلیسی: Langford) شهری است واقع در جنوب Vancouver Island در استان British Columbia، Canada.
این شهر یکی از سیزده شهرستان در منطقه ویکتوریای بزرگ است.
جمعیت شهر لنگفورد در سرشماری سال ۲۰۱۱ میلادی، ۲۹٬۲۲۸ بوده‌است. یکی از چهار شعبه اصلی شرکت هادسونز بی در این شهر واقع شده‌است.